# Killinaspick
Killinaspick est un village irlandais, situé dans le comté de Kilkenny en province du Leinster.